# Liste der Schleusen im Finowkanal
Die Liste der Schleusen im Finowkanal führt alle bekannten, vorhandenen und nicht mehr vorhandenen Schleusen im Verlauf des Finowkanals auf.

## Geschichte
Der erste Finowkanal wurde zwischen 1605 und 1609 zwischen der Havel bei Liebenwalde und der Finow bei Schöpfurth als schiffbare Verbindung von Berlin zur Ostsee über die Flüsse Havel und Oder gebaut. Er hatte 11 Schleusen und wurde bis 1620 durch den Ausbau des Wasserlaufs Finow erweitert. Im Dreißigjährigen Krieg wurde der Finowkanal verwüstet und mit Beginn der Regierungszeit des preußischen Königs Friedrich II. wieder hergerichtet, schiffbar gemacht und Schleusen erneuert bzw. neue Schleusen gebaut.
Ein Nachweis von 1822 ergibt, dass von den damals vorhandenen 17 Schleusen des Kanals sieben bereits in massiver Bauweise errichtet waren. Drei waren teilweise massiv, mit gemauerten Schleusenhäuptern versehen und nur noch sieben vollkommen aus Holz und Faschinen errichtet. Alle Schleusen waren inzwischen mindestens 40,17 Meter lang (128 Rheinfuß) bzw. 4,55 Meter (14,5 Rheinfuß) breit und entsprachen dem Finowmaß.
Bis zum erneuten Ausbau der Wasserstraße 1874 gab es zwischen den Schleusen Schöpfurt und Heegermühle noch die Steinfurtsche Schleuse. Steinfurth war eine der beiden Ursprungsgemeinden von Finowfurt. Zwischen der Schleuse Stecher und der Schleuse Liepe gab es noch die Nieder-Finowsche Schleuse oder Niederfinsche Schleuse. Diese Schleusen waren noch als hölzerne Buschschleusen in Form von Kesselschleusen mit einer nutzbaren Länge von 196 Fuß, entspricht über 61 Meter und einer Breite von 36 Fuß, entspricht etwa 11 Meter, erhalten. Aufgrund der geringen Fallhöhen wurden sie bereits in den 1840er Jahren durch den Kanalausbau überflüssig und rückgebaut. Der Großschifffahrtsweg Berlin-Stettin als neue Verbindung zwischen Havel und Oder wurde 1914 eröffnet. Der Finowkanal wurde damit zur Nebenwasserstraße, hatte aber noch Bedeutung für die ortsansässige Industrie und die Flößerei. Der Abschnitt von Liebenwalde bis Zerpenschleuse wurde 1924/25 stillgelegt. In Zerpenschleuse wurden beide Schleusenkammern zugeschüttet und die alte Zugbrücke beseitigt.
| Nr. | Name der Schleuse/ alte Schreibweise                                      | Ort                                        | Wasserstraßenkilometer | Abmessungen (Kammerlänge / Torweite / Kammerbreite / Fallhöhe)   | Bild           | Anmerkungen | Koordinaten                  |
| --- | ------------------------------------------------------------------------- | ------------------------------------------ | ---------------------- | ---------------------------------------------------------------- | -------------- | --- | ---------------------------- |
| 1   | Schleuse Zerpenschleuse                                                   | Zerpenschleuse                             | Fik Km 57,37           | L 50,00 m / B 6,00 m / Fallhöhe 1,85 m                           | weitere Bilder | Neubau der Schleuse Zerpenschleuse in Zerpenschleuse 2016 auf dem Gelände der historischen, später vollständig zugeschütteten Schleuse. | 52° 50′ 50″ N, 13° 32′ 17″ O |
| 2   | Schleuse Ruhlsdorf                                                        | Ruhlsdorf                                  | Fik Km 59,40           | L ca. 41,07 m / B 5,75 m / B 9,55 m / Fallhöhe 1,70 m            | weitere Bilder | Die erste der 12 historischen Schleusen den Kanal entlang in Richtung Osten, die noch immer handbetrieben wird, noch immer gebührenfrei ist. | 52° 50′ 21″ N, 13° 34′ 0″ O  |
| 3   | Schleuse Leesenbrück IIte Leesenbrücker Schleuse                          | Marienwerder                               | Fik Km 61,22           | L ca. 41,25 m / B 5,25 m / B 9,50 m / Fallhöhe 2,50 m            |                | Erste Leesenbrücker Schleuse und ein Schleusenwärterhaus vermutlich um 1750 erbaut. Die Zweite Leesenbrücker Schleuse von 1879. | 52° 50′ 15″ N, 13° 35′ 40″ O |
| 4   | Schleuse Grafenbrück IIte Grafenbrücker Schleuse                          | Marienwerder Wohnplatz Grafenbrückschleuse | Fik Km 63,30           | L ca. 41,62 m / B 5,20 m / B 9,60 m / Fallhöhe 3,60 m            |                | Die heute noch handbetriebene Schleuse Grafenbrück ist eine der historischen Schleusen im Kanal. Sie wurde das erste Mal in den Jahren 1743–1746 als hölzerne Buschschleuse erbaut. Im Jahr 1833 erfolgte ein Neubau und im Jahr 1876 wurde die Schleuse in ihrer heutigen Form fertiggestellt. 1971 erhielt sie neue Untertore. | 52° 50′ 31″ N, 13° 37′ 35″ O |
| 5   | Schleuse Schöpfurth                                                       | Finowfurt                                  | Fik Km 67,50           | L ca. 41,05 m / B 5,25 m / B 9,60 m / Fallhöhe 3,60 m            |                | Die Schleuse Schöpfurth wurde im Jahr 2006 für 1,9 Millionen Euro neu erbaut. | 52° 50′ 48″ N, 13° 40′ 59″ O |
| 6   | ehemalige Steinfurtsche Schleuse                                          | Finowfurt                                  | Fik Km 68,65           | L ca. 61,50 m / B 11,30 m / Fallhöhe 0,90 m                      |                | Steinfurth ist eine der beiden Ursprungsgemeinden von Finowfurt. Hölzerne Buschschleuse in Form einer Kesselschleuse. Vermutete Lage der ehemaligen Schleuse, gemessen in preußischen Ruten nach alten Angaben. | 52° 50′ 43″ N, 13° 41′ 58″ O |
| 7   | Schleuse Heegermühle                                                      | Finow (Eberswalde)                         | Fik Km 71,00           | L ca. 41,05 m / B 5,25 m / B 9,65 m / Fallhöhe 2,60 m            |                | Die erste bauliche Errichtung einer Schleuse in Heegermühle erfolgte schon im Jahr 1620, in den Jahren 1743 – 1746 erfolgte ein Neubau. Im Jahr 1826 wurde im nördlichen Teil eine Schleuse errichtet, die 1932 wieder zugeschüttet wurde. Die Schleuse in ihrer heutigen Form wurde 1876 eröffnet, 1969 wurde das stählerne Obertor erneuert. | 52° 50′ 29″ N, 13° 43′ 55″ O |
| 8   | Schleuse Wolfswinkel                                                      | Eberswalde                                 | Fik Km 72,88           | L ca. 41,00 m / B 5,27 m / B 2,60 m / Fallhöhe 2,60 m            |                | Wolfswinkel (Eberswalde), Wohnplatz der Stadt Eberswalde, Landkreis Barnim, Brandenburg | 52° 50′ 32″ N, 13° 45′ 28″ O |
| 9   | Schleuse Drahthammer                                                      | Eberswalde                                 | Fik Km 73,90           | L ca. 41,30 m / B 5,29 m / B 9,60 m / Fallhöhe 3,60 m            |                | Die Schleuse entstand schon beim ersten Bau des Finowkanals im Jahr 1620. Die heutige Schleuse entstand im Jahr 1877 als doppelbreite Kesselschleuse. Eine Umtragung ist über Anlegestellen am nördlichen Ufer möglich. | 52° 50′ 39″ N, 13° 46′ 12″ O |
| 10  | Schleuse Kupferhammer                                                     | Eberswalde, Wohnplatz Kupferhammer         | Fik Km 75,90           | L ca. 43,30 m / B 5,27 m / B 9,60 m / Fallhöhe 4,00 m            | weitere Bilder | Die Schleuse Kupferhammer ist mit vier Metern Fallhöhe eine der beeindruckendsten Schleusen des Finowkanals. Auf der Höhe des ehemaligen Kupferhammers wurde die gleichnamige Schleuse schon beim ersten Bau des Finowkanals im Jahr 1620 errichtet. Die heutige Schleuse wurde als Neubau im Jahr 1875 fertig gestellt. Eine Umtragung ist über Anlegestellen am nördlichen Ufer möglich. | 52° 50′ 19″ N, 13° 47′ 35″ O |
| 11  | Stadtschleuse Eberswalde IIte Eberswalder Schleuse Neustädtische Schleuse | Eberswalde                                 | Fik Km 77,90           | L 41,30 m / B 5,25/5,29 m / B 10,04 m / Fallhöhe 3,50 m          | weitere Bilder | 1831 erbaut, älteste betriebsfähige Schleuse zwischen Elbe und Oder, deren hölzerne Obertore mittels Schiebestangen geöffnet bzw. geschlossen werden. Nördlich der Schleuse befindet sich das um 1875 errichtete Schleusenwärterhaus | 52° 50′ 10″ N, 13° 49′ 17″ O |
| 12  | Schleuse Ragöse IIte Ragöser Schleuse                                     | Eberswalde                                 | Fik Km 80,99           | L 41,30 m / B 5,30 m / B 9,60 m / Fallhöhe 2,30 m                | weitere Bilder | Der erste Bau erfolgte in den Jahren von 1743 bis 1749. Im Jahr 1875 wurde die Schleuse in ihrer heutigen Form erstellt, 1929 erhielt sie elektrische Beleuchtung. Die Tore wurden in den Jahren 1952 und 1997 erneuert. Doppelbreite Schleppzugschleuse mit jeweils linksversetzten Toren. Schleusenkammer und Häupter bestehen aus klinkerverblendeten Mauerwerk. Die Schleusensohle besteht ebenfalls aus Mauerwerk. Das Obertor ist ein hölzernes Stemmtor, das Untertor ist ein genietetes stählernes Stemmtor. | 52° 50′ 57″ N, 13° 51′ 24″ O |
| 13  | Schleuse Stecher IIte Stecher Schleuse                                    | Stecherschleuse                            | Fik Km 84,39           | L (nutzbar) 41,22 m / B 5,27 m / B 9,55 m / Fallhöhe max. 3,11 m | weitere Bilder | Der erste Bau der Schleuse Stecher erfolgte im Jahr 1749, 1860 wurde der Neubau veranlasst und im Jahr 1877 die Schleuse in ihrer heutigen Form fertig gestellt. | 52° 50′ 23″ N, 13° 54′ 9″ O  |
| 14  | ehemalige Nieder-Finowsche Schleuse                                       |                                            | Fik Km                 | L 61,50 m / B 11,50 m / B 9,55 m / Fallhöhe max. 3,11 m          |                | Kesselschleuse in Form der früheren Buschschleuse |                              |
| 15  | Schleuse Liepe/ IIte Lieper Schleuse                                      | Liepe                                      | Fik Km 88,91           | L 41,07 m / B 5,20 m / B 9,55 m / Fallhöhe m                     | weitere Bilder | Die handbetriebene Schleuse Liepe wurde im Jahr 1767 erstmalig erbaut. Im Jahr 1874 erfolgte die Fertigstellung der Schleuse in der heutigen Form. 1912 wurden die Ober- und Untertore erneuert. Im Jahr 1952 erfolgte der Einbau eines Schützenwehres in die südliche Schleuse und im Jahr 2004 der Neubau eines Klappenwehres in die nunmehr ehemalige südliche Schleuse. Die Schleuse Liebe ist die letzte vor der Mündung des Finowkanals in den Oder-Havel-Kanal.                                               | 52° 50′ 57″ N, 13° 57′ 13″ O |